# Terremoto de Iquique de 2014
El terremoto de Iquique de 2014 o terremoto del Norte Grande de 2014 (conocido con el numerónimo 1A) fue una serie de movimientos telúricos ocurridos en la Región de Tarapaca  El evento principal ocurrió a las 20:46 (hora local) del martes 1 de abril de 2014. (2014/04/01, 23:46 UTC) Afectó a las regiones de Arica y Parinacota, Tarapacá y Antofagasta, Chile, y Tacna, en Perú. Tuvo una magnitud de 8.2 MW.
Según el Centro Sismológico Nacional (CSN), el epicentro estuvo a 73 kilómetros al oeste de la localidad de Pisagua y a 94 kilómetros al noroeste de Iquique, en el Mar chileno. Tuvo una duración de tres minutos y es el terremoto más fuerte registrado en el 2014 a nivel mundial. Tras el sismo se informó de un tsunami que afectó a las costas chilenas desde Arica a bahía Mansa. En cuanto a daños materiales, las comunas de Alto Hospicio e Iquique fueron las más afectadas, tanto por el sismo (ambas), como por el tsunami (Iquique). Al día siguiente, un nuevo terremoto afectó a la zona, esta vez con epicentro a 53 kilómetros al suroeste de Iquique, alcanzando una magnitud de 7.7 MW. Este sismo se percibió con similar intensidad que el terremoto del día anterior, y debilitó aún más estructuras que 
ya habían sufrido daño con el evento principal.
El 16 de marzo de 2014 se produjo en la misma zona un terremoto
relativamente importante de 6.7 MW que fue seguido por ocurrencias casi diarias de movimientos sísmicos de diversa intensidad. El terremoto del 1 de abril se ubicó en el límite norte de esta secuencia sísmica.
Los expertos han coincidido en señalar que no se trataría del Gran terremoto del Norte Grande de Chile puesto que no se ha liberado toda la energía esperada. Ello hace probable la ocurrencia de nuevos sismos de gran magnitud en la zona..

## Tectónica, antecedentes y pronósticos
El sismo se produjo en una zona de quiescencia sísmica (la "laguna" o "brecha sísmica" de Iquique o del Norte Grande), donde los expertos venían señalando desde hace mucho tiempo, con simulaciones y modelos, que tenía que producirse un terremoto de gran magnitud. La inexorabilidad del fenómeno se debe a la acumulación de tensiones en las placas tectónicas, dado que en esta "brecha" no había registros de terremotos importantes desde 1877.
En la latitud del terremoto, la placa de Nazca muestra un movimiento constante de subducción hacia el este, por debajo de la placa continental de América del Sur, a una velocidad de 65 milímetros por año. A esta subducción, que ocurre de manera permanente a lo largo de la fosa que se extiende por la costa de Chile y Perú, debe su existencia la Cordillera de los Andes, pero este mismo fenómeno es la causa de los terremotos más fuertes registrados en el planeta, los que incluyen el terremoto de 2010, con una magnitud de 8,8 MW y epicentro en Maule, así como también el terremoto de 1960 en el sur de Chile, el que con una magnitud de 9,5 MW es el mayor registrado en todos los tiempos.
A pesar de la intensidad, expertos tanto nacionales como internacionales han afirmado que este sismo no correspondería al Gran terremoto del Norte Grande de Chile, por lo que anunciaron que es probable que a futuro ocurran nuevos movimientos sísmicos de magnitud similar en la zona. Según Mario Pardo, subdirector del Centro Sismológico Nacional, el sismo de 8,3 no logró liberar toda la energía que se esperaba, contando con una ruptura de 200 kilómetros de longitud en lugar de la ruptura esperada de 600 kilómetros. Además, la placa de Nazca se desplazó 6,5 metros bajo la placa Sudamericana, en lugar de los 9 metros que esperaban los expertos.
Sin embargo, la brecha sísmica que ha acumulado tensión entre placas ya no posee la longitud original de 600 kilómetros, puesto que ha quedado interrumpida por este rompimiento central de 200 kilómetros. Esta situación hace menos probable la ocurrencia del «gran terremoto del Norte Grande» que se había previsto y mucho más probable la de dos o más terremotos independientes, que deberían tener lugar a una latitud un poco más al sur y un poco más al norte que el actual para acabar de cumplir la tarea pendiente de liberación de energía, con rompimientos en los restantes 400 kilómetros, pero ahora divididos en dos.
En cualquier caso, es un hecho que el potencial sísmico acumulado desde el terremoto de 1877 no se descargó en un único evento y está por verse si ocurrirá en una única secuencia. A pesar de la seguidilla de sismos precedentes, como asimismo de la gran magnitud de este terremoto de 8,3 grados y sus réplicas, incluidas aquellas de apreciable magnitud, hay aún mucha energía por liberar. Es esperable que, por las características de la zona y de su historia sismológica, se produzcan uno o varios sismos más, de igual o mayor envergadura. Así lo han señalado varios expertos, como el geógrafo chileno Marcelo Lagos, quien antes de producirse este terremoto ya había realizado un cálculo predictivo relativamente preciso en un programa de televisión.

### Sismos durante las semanas anteriores

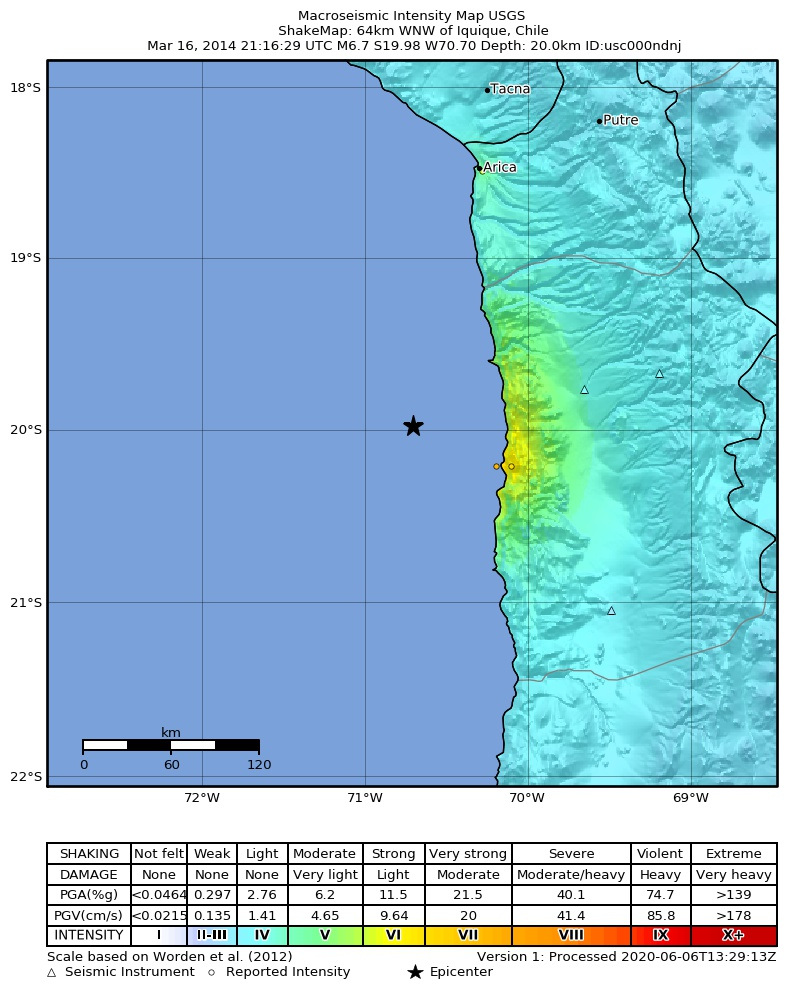
Mapa del sismo en Iquique de 6,7 del 16 de marzo.

Entre enero y abril de 2014, las regiones de Arica y Parinacota y Tarapacá experimentaron una alta sismicidad, con 244 sismos entre 4,0 y 4,9, 64 entre 5,0 y 5,9, y 9 sobre 6,0. El evento telúrico de mayor relevancia fue un sismo de magnitud 6,7 MW a las 18:16 (hora local) del 16 de marzo, el que fue seguido por más de 57 sismos de magnitud superior a 4,5 ML durante las dos semanas siguientes.
| Fecha               | Hora local | Coordenadas                                  | Profundidad | ML o Mw | Intensidad | Ref.   |
| ------------------- | ---------- | -------------------------------------------- | ----------- | ------- | ---------- | ------ |
| 16 de marzo de 2014 | 18:16:29   | 19°57′54″S 70°48′50″O / -19.96500, -70.81389 | 20,6 km     | 6,7     | VII        | [ 26 ] |
| 17 de marzo de 2014 | 02:11:34   | 19°55′41″S 70°56′38″O / -19.92806, -70.94389 | 28,3 km     | 6,3     | V          | [ 27 ] |
| 18 de marzo de 2014 | 18:26:46   | 19°57′29″S 70°56′38″O / -19.95806, -70.94389 | 38,1 km     | 5,8     | V          | [ 28 ] |
| 22 de marzo de 2014 | 09:59:54   | 19°50′10″S 71°23′2″O / -19.83611, -71.38389  | 31,8 km     | 5,8     | V          | [ 29 ] |
| 23 de marzo de 2014 | 15:20:00   | 19°47′38″S 70°56′35″O / -19.79389, -70.94306 | 33,8 km     | 6,2     | VI         | [ 30 ] |
| 24 de marzo de 2014 | 12:45:32   | 19°35′38″S 70°47′28″O / -19.59389, -70.79111 | 43 km       | 5,5     | V          | [ 31 ] |

## Alarma de tsunami

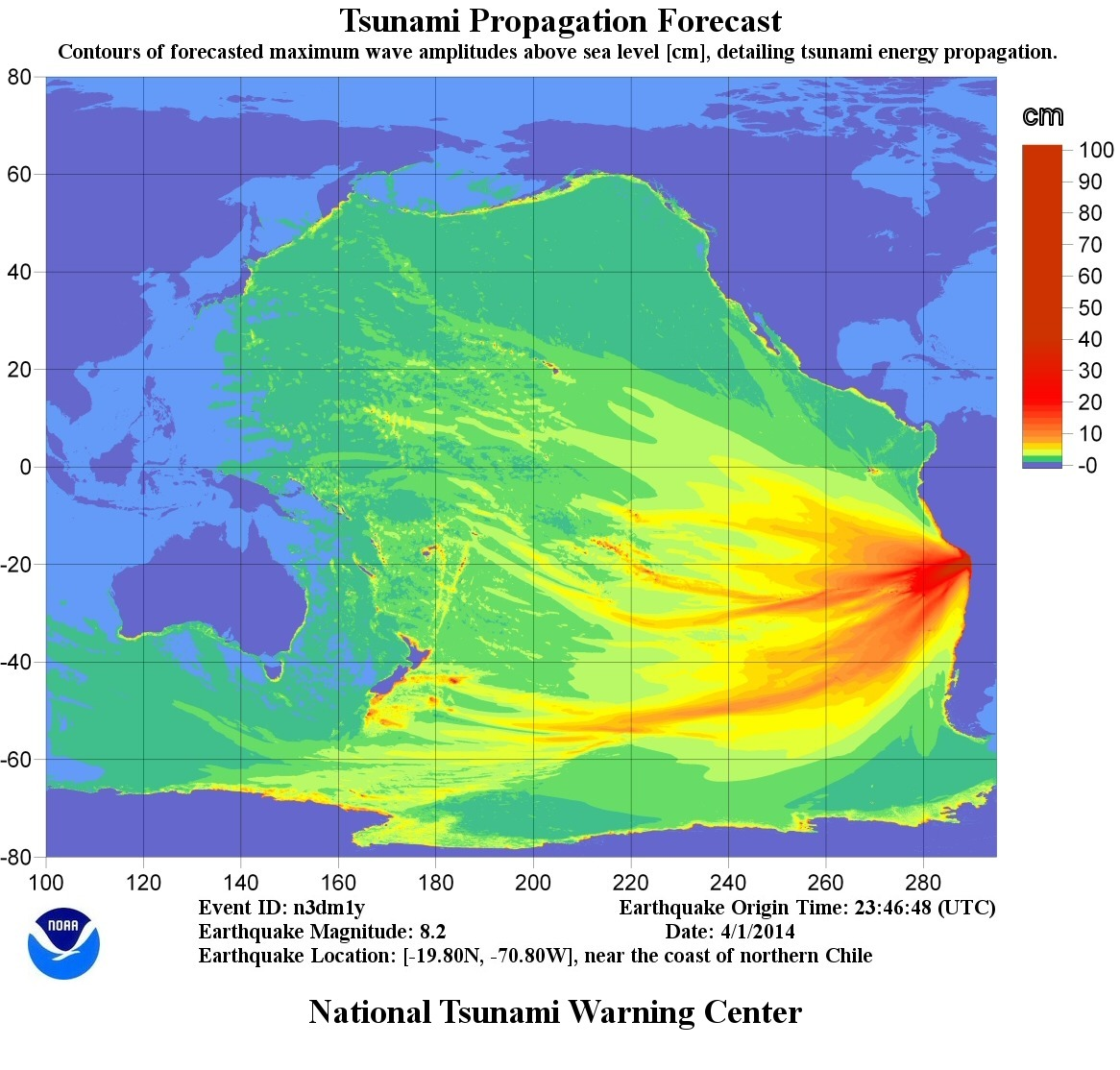
Proyección del tsunami.

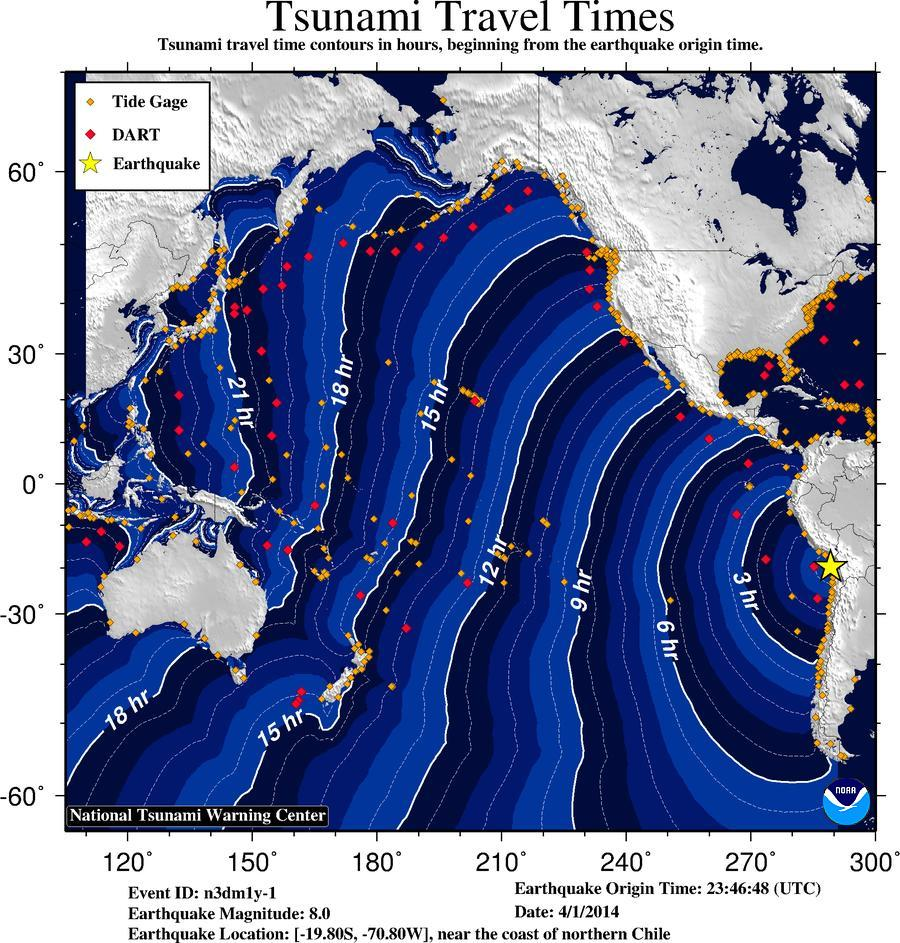
Tiempo estimado de viaje del tren de olas a través del océano Pacífico.

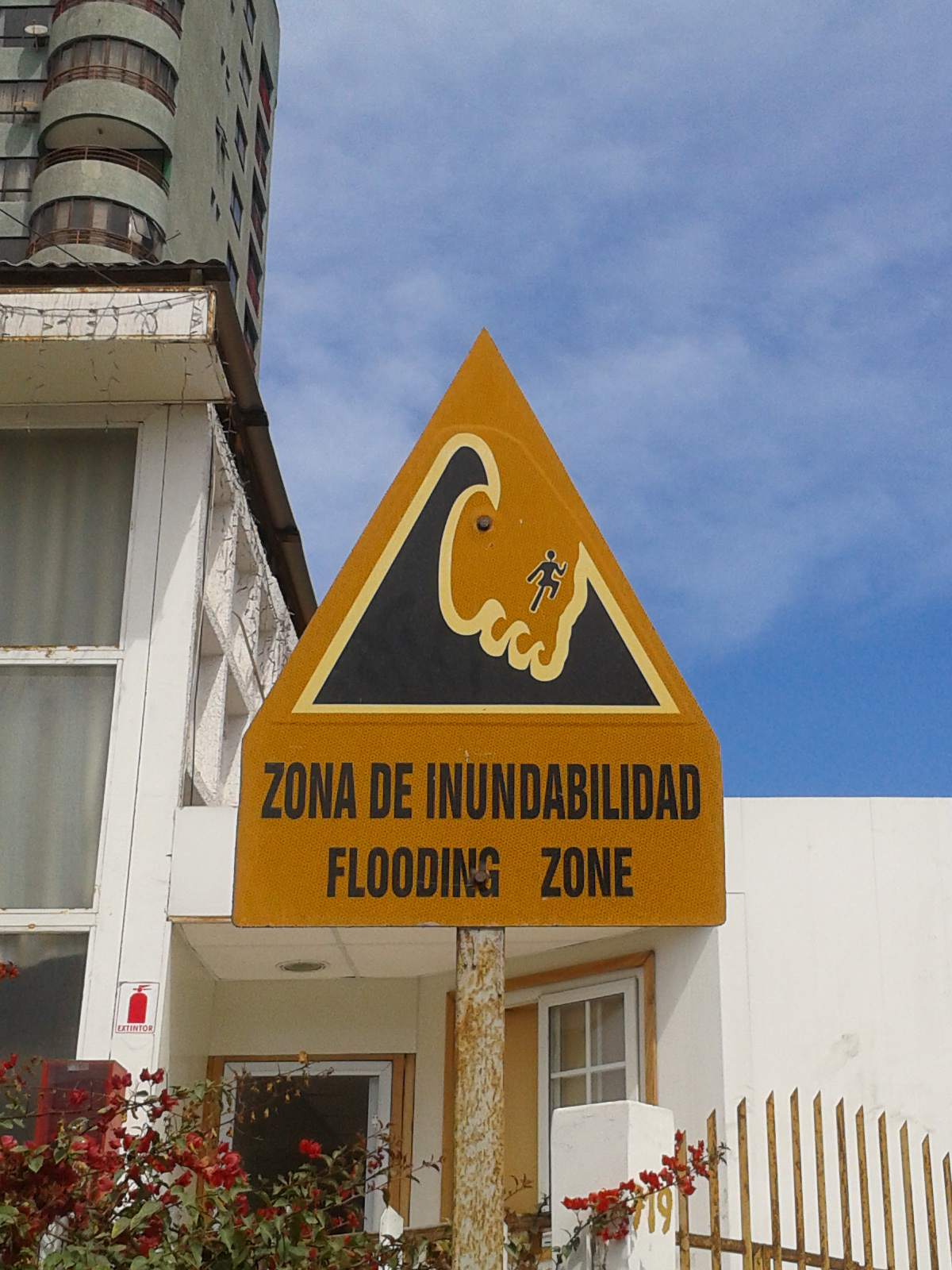
Señalética que indica zona que sería inundada en caso de tsunami en la península de Cavancha, en Iquique.

Debido a la intensidad y ubicación del terremoto, el Servicio Hidrográfico y Oceanográfico de la Armada de Chile (SHOA) decretó una «alerta de tsunami», elevada posteriormente a «alarma de tsunami», y la Oficina Nacional de Emergencia del Ministerio del Interior (ONEMI) ordenó evacuar los sectores costeros de todo el país. Se informó de ondas de tsunami de 2,12 metros de amplitud llegando a la costa y la alerta se extendió hasta las costas del Pacífico de Centroamérica, incluyendo Perú, Ecuador, Colombia, Panamá, Costa Rica, Nicaragua, Honduras, El Salvador, Guatemala, México y Estados Unidos. También hubo alerta de tsunami para Hawái. Mientras que Japón y Nueva Zelanda también evaluaron una alerta de tsunami, en especial en la nación asiática, donde el nivel del mar aumentó 20 centímetros en el puerto de Kuji. También se reportó un aumento del mar de 40 centímetros en la prefectura de Iwate, en la madrugada del 3 de abril. En cuanto a Nueva Zelanda, se reportaron olas inusuales pero las autoridades afirmaron que no había peligro. Indonesia fue otro país asiático que también evaluó una alerta de tsunami.
La alerta de tsunami y la evacuación se extendieron también al Archipiélago Juan Fernández y la isla de Pascua (Rapa Nui). La Armada de Chile dijo que la primera onda de tsunami golpeó la ciudad de Pisagua 45 minutos después del terremoto. El Sistema Nacional de Alarma de Maremotos informó sobre una amplitud de tsunami en Iquique de 1,62 metros hacia las 21:31 (hora local), en Pisagua de 1,80 metros y Patache 1,58 metros. También se reportó una amplitud similar en Arica, Tocopilla, Caleta Paposo, Mejillones, Antofagasta y Taltal. Posteriormente las alertas fueron suspendidas para todos los países, excepto Chile y Perú. Para las primeras horas del 2 de abril el SHOA decidió cancelar la alarma de tsunami desde Puerto Chacabuco hasta la Antártica, luego desde Antofagasta a Valparaíso, y finalmente a nivel nacional, excepto para Arica, Pisagua, Iquique, Patache, Tocopilla y Mejillones.
La Administración Nacional Oceánica y Atmosférica canceló la alerta de tsunami emitida para Chile, Perú y otros países con costa en el Pacífico. Sin embargo, el Centro de Alerta de Tsunamis del Pacífico mantuvo su aviso para Hawái durante 13 horas. La Marina de Guerra de Perú también canceló la alerta de tsunami en ese país.

## Intensidades

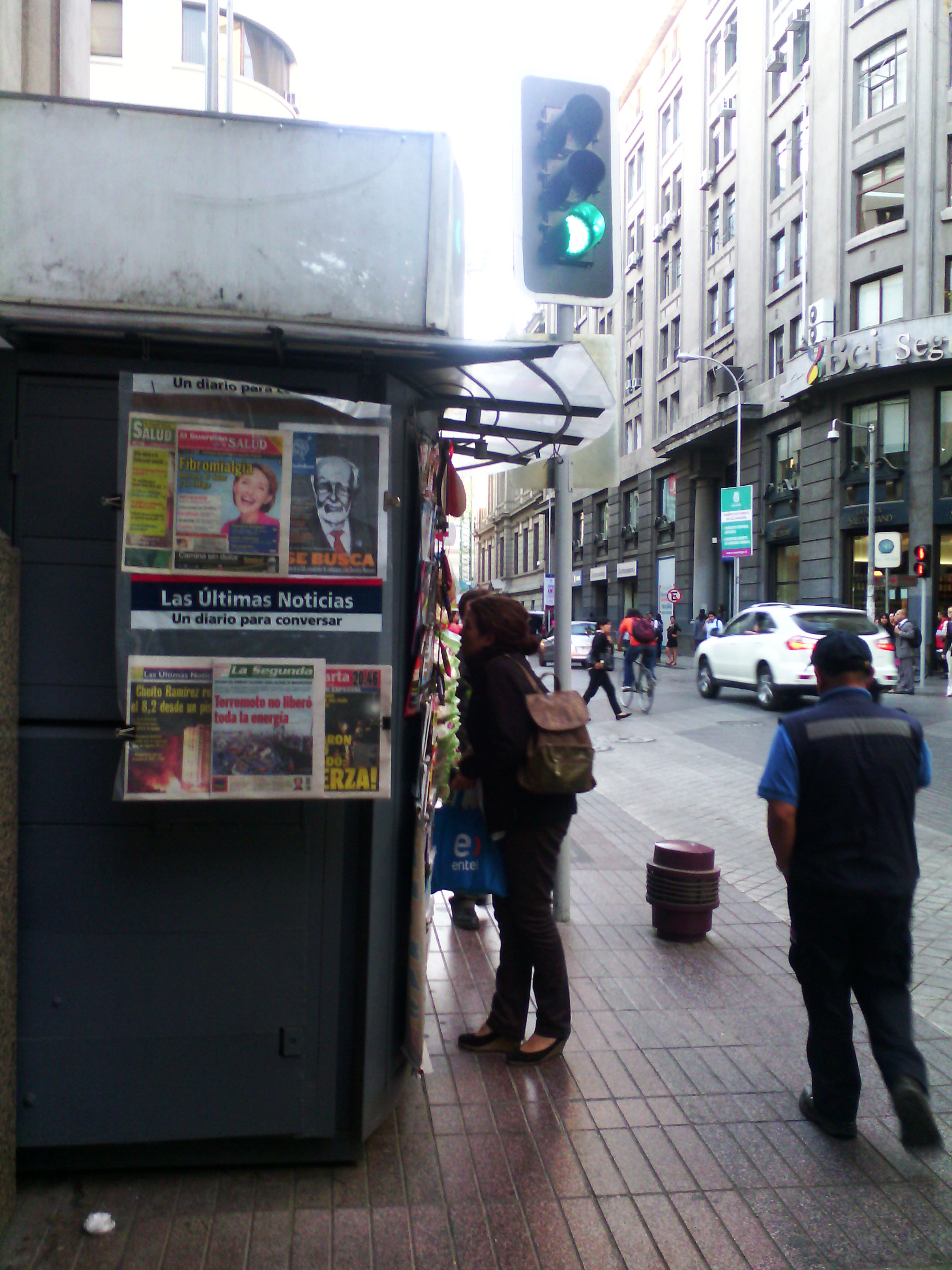
Un quiosco de diarios en el centro de Santiago, con periódicos informando del terremoto.

| Chile                | Chile                    | Chile                   | Chile               |
| Lugar                | Región                   | Distancia del epicentro | Intensidad Mercalli |
| -------------------- | ------------------------ | ----------------------- | ------------------- |
| Cuya                 | XV de Arica y Parinacota | 79 km                   | VIII                |
| Iquique              | I de Tarapacá            | 94 km                   | VIII                |
| Alto Hospicio        | I de Tarapacá            | 101 km                  | VIII                |
| Arica                | XV de Arica y Parinacota | 135 km                  | VIII                |
| Codpa                | XV de Arica y Parinacota | 138 km                  | VII                 |
| Quillagua            | II de Antofagasta        | 262 km                  | VI                  |
| Tocopilla            | II de Antofagasta        | 282 km                  | VI                  |
| Calama               | II de Antofagasta        | 369 km                  | VI                  |
| San Pedro de Atacama | II de Antofagasta        | 453 km                  | VI                  |
| Ollagüe              | II de Antofagasta        | 318 km                  | V                   |
| María Elena          | II de Antofagasta        | 325 km                  | V                   |
| Mejillones           | II de Antofagasta        | 389 km                  | V                   |
| Sierra Gorda         | II de Antofagasta        | 394 km                  | IV                  |
| Antofagasta          | II de Antofagasta        | 451 km                  | III                 |
| Perú                 |                          |                         |                     |
| Lugar                | Departamento             | Distancia del epicentro | Intensidad Mercalli |
| Tacna                | Tacna                    | 187 km                  | VII                 |
| Pocollay             | Tacna                    | 188 km                  | VII                 |
| Calana               | Tacna                    | 195 km                  | VII                 |
| Las Yaras            | Tacna                    | 195 km                  | VII                 |
| Sama Grande          | Tacna                    | 204 km                  | VII                 |
| Ilo                  | Moquegua                 | 226 km                  | VI                  |
| Moquegua             | Moquegua                 | 269 km                  | VI                  |
| Pacocha              | Moquegua                 | 230 km                  | V                   |
| Mollendo             | Arequipa                 | 317 km                  | IV                  |
| Arequipa             | Arequipa                 | 365 km                  | IV                  |
| Bolivia              |                          |                         |                     |
| Lugar                | Departamento             | Distancia del epicentro | Intensidad Mercalli |
| La Paz               | La Paz                   | 446 km                  | V                   |
| Oruro                | Oruro                    | 428 km                  | IV                  |
| Cochabamba           | Cochabamba               | 543 km                  | IV                  |

## Efectos

### Chile

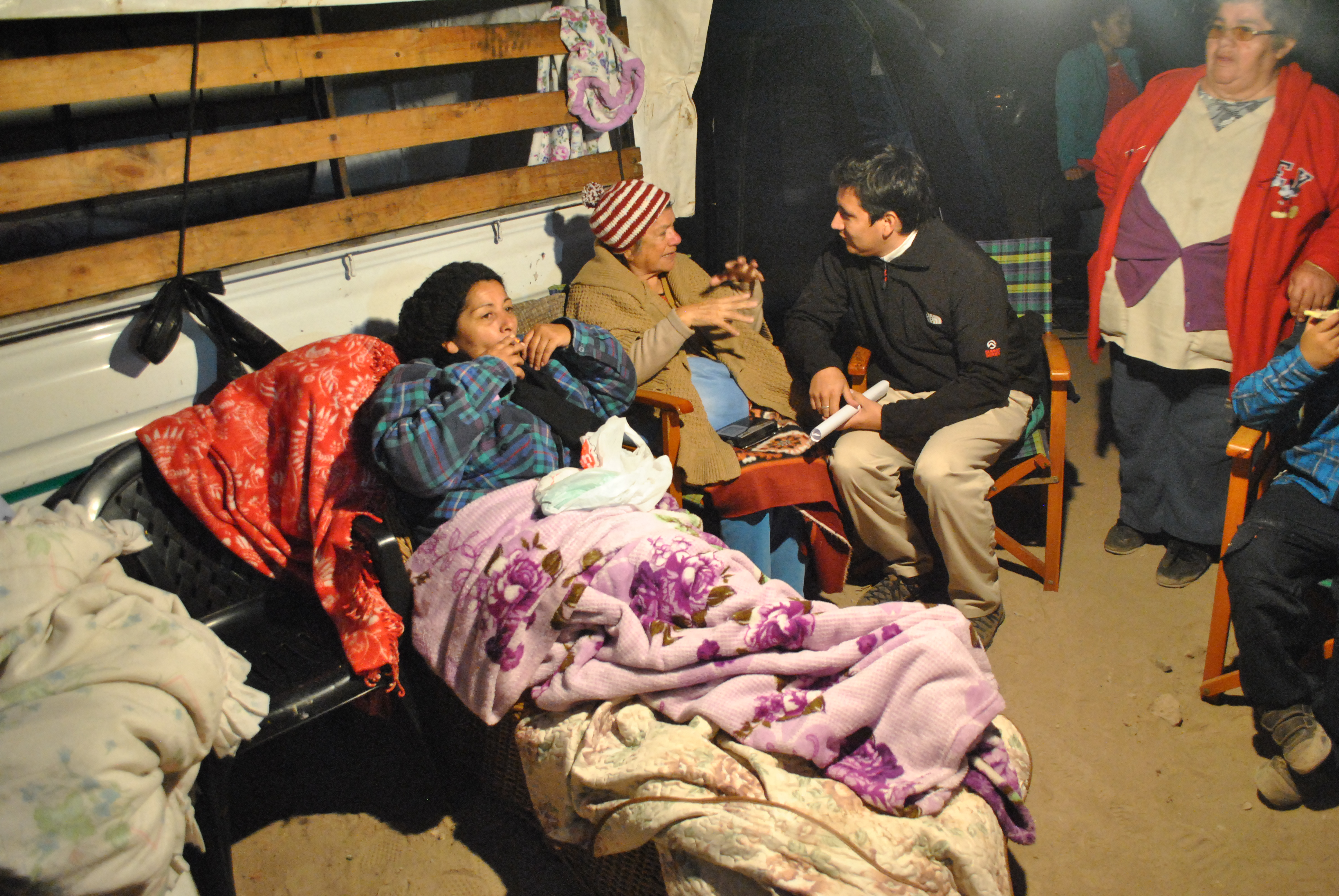
El gobernador de la provincia de Iquique, Gonzalo Prieto, visita a damnificados por el terremoto.

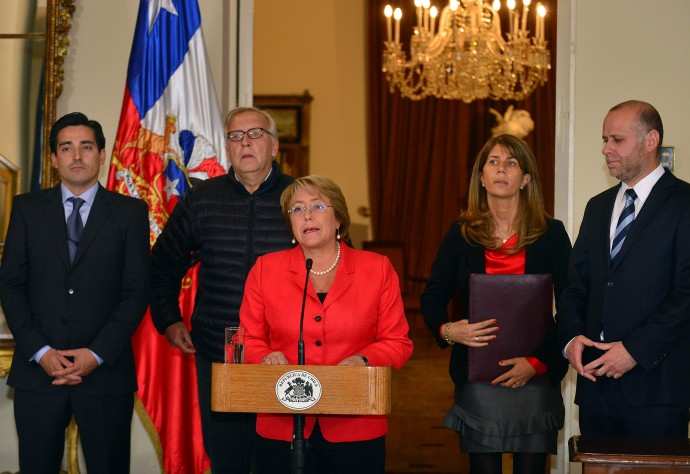
La presidenta Michelle Bachelet (al centro), en compañía de los ministros del Interior y Seguridad Pública, Defensa Nacional, Segpres y Segegob (de izquierda a derecha), decreta estado de catástrofe en las regiones de Arica y Parinacota y Tarapacá, durante la madrugada del 2 de abril de 2014.

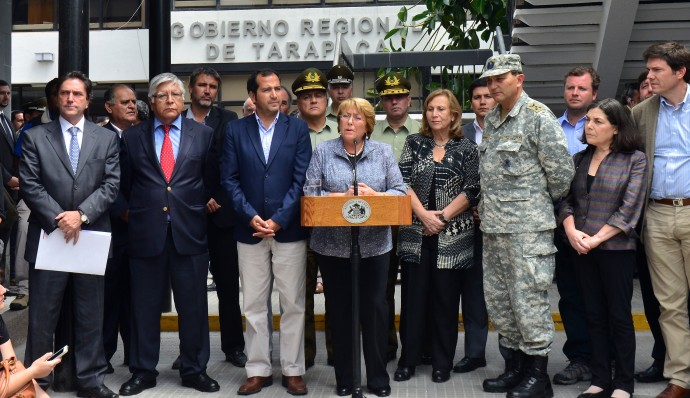
La presidenta Michelle Bachelet visitando Iquique el 2 de abril de 2014.

El gobierno ordenó evacuar todas las zonas costeras del país por el riesgo de maremoto. Fueron cerrados los aeropuertos de Antofagasta, Arica e Iquique y se reportaron cortes de luz y del suministro de agua potable en distintas zonas de las regiones afectadas. En la mayoría de las comunas del país se suspendieron las clases en las escuelas el 2 de abril. Además, en las redes sociales se reportó el extravío de varios niños durante el proceso de evacuación.
El alcalde de la comuna de Alto Hospicio, Ramón Galleguillos, informó que el sismo dejó dos muertos en esta localidad, y en Iquique se reportaron cuatro muertes más. El ministro del Interior y Seguridad Pública, Rodrigo Peñailillo, afirmó que 300 mujeres del Centro Penitenciario de Iquique  se escaparon, por lo que decidió que Ejército de Chile custodie la ciudad. Además, se informó que la carretera que une Alto Hospicio e Iquique fue dañada. Mientras tanto, la presidenta Michelle Bachelet suspendió todas sus actividades y decretó «zona de catástrofe». La ONEMI reportó daños en varias rutas en Arica y Parinacota y Región de Tarapacá.
El alcalde de la comuna de Arica, Salvador Urrutia, informó que muchas casas de adobe se desplomaron pero que edificios nuevos y de altura no sufrieron daños. De acuerdo a la evaluación realizada por los Comités Regionales de Operaciones de Emergencia, más de 900 mil personas evacuaron a lo largo del territorio nacional. Además, LAN Airlines canceló más de 30 vuelos con destino al norte de Chile y un avión de la Fuerza Aérea de Chile (FACh) aterrizó en Iquique con 108 carabineros de Fuerzas Especiales y personal de apoyo a Gendarmería para resguardar la seguridad en la ciudad.
Hacia la mañana del 2 de abril, se mantenía el estado de alerta en Arica, Pisagua, Iquique, Patache, Tocopilla, Mejillones, Dichato, Tomé, Lirquén, Isla Quiriquina, Talcahuano, San Vicente, San Pedro de La Paz e  Isla de Pascua. Se informó desde Iquique que el Tsunami inundó el recinto de la Zona Franca, la Gobernación Marítima y el terminal de buses de la ciudad. Además, el 80% de las embarcaciones de Caleta Riquelme estaban dañadas y la iglesia de Huara sufrió varios daños materiales, como así también algunos hospitales de Iquique y el muelle Prat. También se reportaron daños en locales de la costa de Arica y en dos mil viviendas de Alto Hospicio. Horas más tarde, se rehabilitaron los aeropuertos , Aeropuerto Internacional de Chacalluta e Iquique, como así también todas las rutas de la Región de Antofagasta. Tanto LATAM como Sky Airline dispusieron conexiones especiales para los afectados por los cancelamientos.
Michelle Bachelet viajó a Iquique y se reunió con las autoridades regionales en la Intendencia de Tarapacá para analizar los daños generados por el terremoto y el tsunami. Además, la ministra del Deporte, Natalia Riffo, suspendió la presentación del Rally Dakar de 2015. Más tarde Bachelet se dirigió a Arica, donde para la noche del 2 de abril ya se había restablecido un 95% del servicio eléctrico. Además, se reportaron dos niñas desaparecidas, una de ellas de nacionalidad argentina. La ONEMI confirmó el 3 de abril que fueron hallados todos los menores desaparecidos.
El 4 de abril, la ministra de Salud, Helia Molina, decretó «Alerta Sanitaria» para las regiones de Arica  y Iquique, con el fin de agilizar las acciones de salud pública en la zona de catástrofe, como contratación de personal, adquisición directa de bienes y servicios, reasignación de servicios clínicos y unidades de apoyo de la red asistencial de salud, y promoción del trabajo intersectorial.
Hacia el 5 de abril, los servicios de agua potable y electricidad en Arica estaban prácticamente restablecidos (un 98 y 99 por ciento, respectivamente), mientras que en Iquique y Alto Hospicio el servicio de agua potable estaba normalizado en un 90%, al igual que el suministro eléctrico. Además, miembros y colaboradores de la ONG Desafío Levantemos Chile recorrieron las zonas afectadas y llevaron a cabo una campaña de recaudación de fondos.
Ese mismo día, el ministro de Agricultura, Carlos Furche, declaró «Zona de Emergencia Agrícola» en la región de Arica y Parinacota, con el fin de disponer los recursos necesarios para reparar los canales de regadío de la zona. Además, de las 305 reclusas que se fugaron de la cárcel de Iquique, 173 fueron recapturadas, tres de ellas en Bolivia. Días más tarde, la cifra de reintegradas subió a 219.
Al 8 de abril, los servicios de electricidad, agua potable, gas y redes de telecomunicaciones se encontraban completamente restablecidos, tanto en Tarapacá como en Arica y Parinacota.
El 17 de abril, Michelle Bachelet nombró como «Delegados Presidenciales para la Reconstrucción del Norte Grande» al asistente social Dante Pancani y al sociólogo Julio Ruíz, para las regiones de Arica y Parinacota y Tarapacá, respectivamente.
De acuerdo a un informe del Ministerio de Vivienda y Urbanismo, 9547 viviendas presentaron daños a raíz del terremoto, 147 en la región de Arica y Parinacota (en las comunas de Arica, Camarones y Putre) y 9400 en la región de Tarapacá (en las comunas de Iquique, Alto Hospicio, Huara y Pozo Almonte), y en aproximadamente mil de ellas se evidenciaron daños irreparables.
Javier Castro, director de ingeniería civil en Obras Civiles de la Universidad del Desarrollo, estimó en seis meses el plazo de reconstrucción de viviendas en Arica e Iquique. Sin embargo, la Delegada Presidencial para la Reconstrucción, Paula Forttes, dijo que aún no hay plazos establecidos.
De acuerdo a las estaciones de referencia del Ministerio de Bienes Nacionales, en Arica, Iquique y Antofagasta el terremoto generó desplazamientos del terreno de hasta 37 centímetros. Además, dejó al descubierto fisuras y una gran falla en el lado suroeste del morro de Arica, que va desde la base hasta poco más de la mitad del cerro.

#### Daño patrimonial
El terremoto causó un grave daño patrimonial en las regiones de Arica y Parinacota y de Tarapacá, en especial en sus provincias interiores. En la provincia de Parinacota se concentra un alto número de iglesias del altiplano que son Patrimonio Nacional, y que además están siendo postuladas a la UNESCO para ser Patrimonio de la Humanidad, cuya data de construcción es del siglo XVIII y XIX. Según un informe de la Fundación Altiplano, a cargo de la mantención de estas construcciones, «se registran daños graves y de emergencia (colapsos), con compromiso estructural, en algunas construcciones patrimoniales de tierra que no han sido intervenidas recientemente, con criterios de conservación preventiva».
En la comuna de Camarones, provincia de Arica, el terremoto removió un terreno arqueológico, desenterrando osamentas de momias de la cultura chinchorro, consideradas las más antiguas del mundo. Hasta el lugar tuvo que recurrir personal de la Policía de Investigaciones de Chile (PDI), para proteger el sector. En el sector de Pisagua, comuna de Huara, también hubo desplazamiento de tierra que desenterró osamentas precolombinas.

### Perú
El jefe de la Oficina de Defensa Civil de Arequipa, Miguel Alayza, ordenó la evacuación de las comunidades costeras del departamento; sin embargo, afirmó que no recibió un informe de la Marina de Guerra del Perú, basándose en información procedente de Chile. También hubo evacuados en la región de Moquegua. Mientras tanto, el Instituto Nacional de Defensa Civil emitió una alerta de evacuación para los residentes de la región de Tacna, donde se registró un aumento del mar de aproximadamente un metro. Además, en la región sur del Perú se reportaron cortes parciales de energía eléctrica y de líneas telefónicas. Las autoridades policiales informaron el cierre de la frontera con Chile el 1 y 2 de abril luego de la fuga en el penal de Iquique.
El Instituto Nacional de Defensa Civil informó en un comunicado que el movimiento telúrico dejó 9 personas heridas leves, 7 viviendas afectadas y un templo colapsado.

### Otros países
Hubo reportes de que el sismo se percibió en las ciudades bolivianas de La Paz (donde decenas de personas salieron a las calles tras sentir el temblor), Cochabamba y Oruro. El Observatorio de San Calixto registró la onda expansiva del terremoto.
Según el Centro Sismológico Nacional, el temblor también se percibió en la provincia de Mendoza en Argentina.
En Ecuador, la Secretaría Nacional de Gestión de Riesgos anunció alerta roja para la costa de ese país y la necesidad de evacuación de las zonas de riesgo. El presidente Rafael Correa, confirmó que se emitió una alerta de tsunami. El Instituto Oceanográfico de la Armada luego cambió la alerta roja (de evacuación) a amarilla (de precaución).

## Terremotos y réplicas

Animación: Sismicidad en la zona del terremoto entre el 16 de marzo y el 8 de abril (sismos precursores, evento principal y réplicas).

Durante los primeros 7 días posteriores al terremoto, se registraron más de 717 réplicas en la zona, de las cuales 52 fueron percibidas por la población. La primera réplica importante ocurrió inmediatamente después del evento principal. Alcanzó una magnitud de 7,5 MW y su epicentro se localizó a 29 kilómetros al noroeste de Iquique. Por su parte, la réplica mayor cifró una magnitud de 7,7 MW, el 2 de abril de 2014 a las 23:43 hora local.
El 24 de julio de 2015, se produjo una fuerte réplica grado 5,3 MW la cual debido a su poca profundidad y cercanía a estas localidades se percibió fuertemente en Iquique y Alto Hospicio, alcanzando una intensidad de VI grados en la escala de Mercalli.
El 11 de diciembre de 2017, se produjo una fuerte réplica grado 5,5 MW percibendose  levemente en Iquique y Alto Hospicio, alcanzando una intensidad de III grados en la escala de Mercalli.
Ya pasado 4 años del terremoto del 2014, el 5 de abril de 2018, se produjo una fuerte réplica grado 5,6 MW la cual se percibió fuertemente en Iquique y Alto Hospicio, alcanzando una intensidad de VI grados en la escala de Mercalli. Hubo grandes desprendimientos de tierra desde los cerros por la Ruta 1, al sur de Iquique cerca de Playa Blanca. El sismo se produjo en pleno inicio de jornada laboral en la mañana y debido a la intensidad percibida del sismo, muchos estudiantes fueron evacuados preventivamente de sus establecimientos, generando un gran susto en la población.
| 2014         | 2014       | 2014                         | 2014                                         | 2014    | 2014                   | 2014 | 2014            |
| Fecha        | Hora local | Ubicación                    | Coordenadas                                  | Prof.   | ML/Mw                  | MM   | Ref.            |
| ------------ | ---------- | ---------------------------- | -------------------------------------------- | ------- | ---------------------- | ---- | --------------- |
| 1 de abril   | 20:49:25   | 29 km al NO de Iquique       | 20°05′13″S 70°23′42″O / -20.08694, -70.39500 | 25 km   | 7,5 Mw                 | VIII | [ 83 ]          |
| 1 de abril   | 20:52:18   | 35 km al O de Pisagua        | 19°40′59″S 70°58′59″O / -19.68306, -70.98306 | 32 km   | 6,6 Mw                 | -    | [ 84 ]          |
| 1 de abril   | 20:57:59   | 100 km al O de Pisagua       | 19°54′57″S 71°06′36″O / -19.91583, -71.11000 | 30 km   | CSN 7,0 Mw USGS 6,9 Mw | V    | [ 85 ] [ 86 ]   |
| 1 de abril   | 20:58:05   | 83 km al O de Iquique        | 19°50′43″S 70°50′53″O / -19.84528, -70.84806 | 20 km   | 6,6 Mw                 | -    | [ 87 ]          |
| 1 de abril   | 20:59:57   | 79 km al N de Iquique        | 19°29′48″S 70°09′53″O / -19.49667, -70.16472 | 22 km   | 5,8 Mw                 | VI   | [ 88 ]          |
| 1 de abril   | 21:03:13   | 80 km al O de Pisagua        | 19°50′24″S 70°55′1″O / -19.84000, -70.91694  | 22,5 km | 5,9 ML 6,1 Mw          | -    | [ 89 ]          |
| 2 de abril   | 01:46:20   | 67 km al O de Iquique        | 20°8′2″S 70°47′31″O / -20.13389, -70.79194   | 39 km   | 5,7 ML                 | VI   | [ 90 ]          |
| 2 de abril   | 22:58:31   | 49 km al O de Iquique        | 20°18′50″S 70°34′59″O / -20.31389, -70.58306 | 26 km   | CSN 6,3 Mw USGS 6,5 Mw | VII  | [ 91 ] [ 92 ]   |
| 2 de abril   | 23:43:15   | 45 km al SO de Alto Hospicio | 20°31′1″S 70°26′20″O / -20.51694, -70.43889  | 26 km   | CSN 7,6 Mw USGS 7,7 Mw | IX   | [ 93 ] [ 2 ]    |
| 3 de abril   | 02:26:14   | 84 km al SO de Alto Hospicio | 20°47′53″S 70°39′4″O / -20.79806, -70.65111  | 30 km   | CSN 6,3 Mw USGS 6,4 Mw | VI   | [ 94 ] [ 95 ]   |
| 3 de abril   | 22:37:52   | 65 km al SO de Iquique       | 20°36′58″S 70°33′58″O / -20.61611, -70.56611 | 33 km   | CSN 6,1 Mw USGS 6,3 Mw | VI   | [ 96 ] [ 97 ]   |
| 7 de abril   | 10:43:20   | 79 km al O de Iquique        | 20°7′52″S 70°54′18″O / -20.13111, -70.90500  | 36 km   | 6,1 Mw                 | IV   | [ 98 ]          |
| 10 de abril  | 21:01:44   | 76 km al SO de Iquique       | 20°43′1″S 70°38′56″O / -20.71694, -70.64889  | 37 km   | 6,2 Mw                 | VI   | [ 99 ]          |
| 19 de junio  | 15:54:05   | 80 km al O de Pisagua        | 19°48′54″S 70°56′27″O / -19.81500, -70.94083 | 40 km   | 6,0 Mw                 | IV   | [ 100 ]         |
| 13 de julio  | 16:54:15   | 17 km al O de Iquique        | 20°14′06″S 70°18′43″O / -20.23500, -70.31194 | 36 km   | 5,8 ML 5,6 Mw          | VII  | [ 101 ]         |
| 13 de agosto | 20:02:55   | 15 km al NE de Alto Hospicio | 20°09′28″S 70°01′22″O / -20.15778, -70.02278 | 50,9 km | 5,6 Mw                 | VI   | [ 102 ]         |
| 2015         |            |                              |                                              |         |                        |      |                 |
| Fecha        | Hora local | Ubicación                    | Coordenadas                                  | Prof.   | ML/Mw                  | MM   | Ref.            |
| 24 de julio  | 20:14:40   | 8 km al O de Alto Hospicio   | 20°17′20″S 70°10′33″O / -20.28889, -70.17583 | 38 km   | 5,3 Mw                 | VI   | [ 103 ] [ 104 ] |
| 2018         |            |                              |                                              |         |                        |      |                 |
| Fecha        | Hora local | Ubicación                    | Coordenadas                                  | Prof.   | ML/Mw                  | MM   | Ref.            |
| 5 de abril   | 08:12:10   | 58 km al O de Iquique        | 20°20′34″S 70°41′31″O / -20.34278, -70.69194 | 46 km   | 5,6 Mw                 | VI   | [ 105 ]         |

### Sismo del 2 de abril

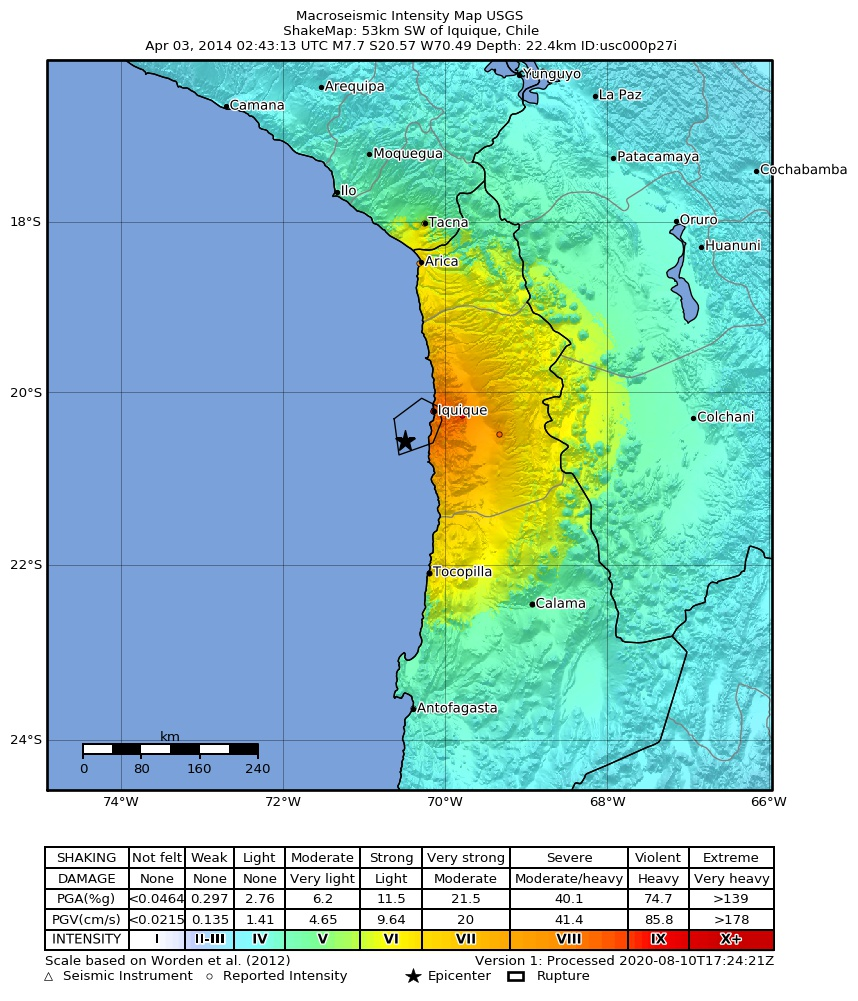
Mapa del sismo de 7,7 en Iquique, del 2 de abril de 2014

La noche del 2 de abril de 2014, a las 23:43 (hora local), se produjo un fuerte sismo, que de acuerdo a lo informado por el Centro Sismológico Nacional, tuvo su epicentro a 45 kilómetros al suroeste de Iquique, en el Mar chileno, y una magnitud de 7,6 MW. El cálculo de magnitud fue ajustado posteriormente a 7,7 MW por el USGS, con una intensidad de IX Mercalli, informando además una leve discrepancia en la determinación del epicentro: 53 kilómetros al suroeste de Iquique. Este sismo provocó una evacuación preventiva de todas las costas chilenas (que dejó un total de 270 mil evacuados) y de las costas del sur del Perú, entre el puerto de Ático y Tacna, medida que fue catalogada por los expertos como «exagerada».
Su carácter de réplica o de evento sísmico independiente, que pudiera ser incluso precursor de un terremoto mayor, ha causado cierta controversia en los medios periodísticos. Según Gabriel González, geólogo y doctor en tectónica de la Universidad Católica del Norte, este sismo desplazó a la placa de Nazca 2,5 metros bajo la placa Sudamericana. Sin embargo, declinó pronunciarse respecto de su clasificación como réplica, diciendo que lo que se puede afirmar con propiedad es que «se trata de un sismo asociado a la secuencia de eventos que partió a mediados de marzo», agregando que aunque su magnitud parezca mayor a la esperada para una réplica (ya que no se esperaría que fuesen mayores a los 7 o 7,2 grados para este terremoto), eso sería «una sutileza».

## Reacciones internacionales

### Gobiernos nacionales
- Argentina: La presidenta de la Argentina, Cristina Fernández de Kirchner, expresó su solidaridad con el pueblo chileno y ofreció toda la ayuda que sea necesaria.[43] Fernández precisó que su país ya comenzó a enviar al norte de Chile, a través de la provincia de Salta, 400 megavatios de electricidad para auxiliar a las poblaciones chilenas que se quedaron sin energía.[76] El canciller Héctor Timerman y el ministro de Planificación, Julio De Vido, participaron de un encuentro bilateral con Bachelet en el marco del Tratado de Maipú. El canciller argentino expresó su «solidaridad con los chilenos afectados por el terremoto» y felicitó al pueblo y gobierno de Chile por la «eficiencia con que resolvieron los problemas más acuciantes». Por su parte, el canciller chileno Heraldo Muñoz destacó «la cooperación, que es expresión de la amistad que existe entre los dos países».[109]
- Brasil: La presidenta de Brasil, Dilma Rousseff, envió un mensaje de apoyo a Chile a través de Twitter.[110]
- Bolivia: El presidente Evo Morales envió una carta a Bachelet en la que le manifestó a nombre de su país «las más sentidas condolencias por las víctimas fatales y los daños materiales como consecuencia del trágico sismo».[111]
- Ecuador: El canciller ecuatoriano, Ricardo Patiño, expresó la solidaridad de Ecuador con «el pueblo hermano de Chile», ofreciendo la «inmediata ayuda» ante lo que se requiera.[112]
- España: El presidente del Gobierno español, Mariano Rajoy, expresó su pesar por las víctimas y puso a disposición de Bachelet los recursos disponibles de España para atender las necesidades que se presenten en Chile.[76]
- Estados Unidos: Un portavoz de la Casa Blanca declaró que Estados Unidos «está listo para ayudar». Joe Biden, vicepresidente de la nación, expresó que «estamos con Chile tras el terremoto y extendemos nuestras condolencias a las familias que han perdido a sus seres queridos».[113]
- Paraguay: El gobierno paraguayo, a través del ministro de Relaciones Exteriores Eladio Loizaga expresó su solidaridad con el gobierno y pueblo de Chile con motivo del sismo.[111]
- Perú: El presidente Ollanta Humala, expresó sus condolencias y solidaridad al pueblo chileno por el terremoto y ofreció al gobierno chileno la ayuda del Perú «para el rescate y ubicación de personas, material de ayuda o lo que se considere necesario». También dispuso que los ministros de Estado realicen una evaluación de los daños en los departamentos de Tacna, Moquegua y Arequipa.[114]
- Venezuela: El presidente de Venezuela, Nicolás Maduro, durante su programa radial En contacto con Maduro, envió «solidaridad afectuosa y cariño al pueblo de Chile».[110]

### Organizaciones intergubernamentales
- Organización de las Naciones Unidas: La encargada de la Plataforma Mundial para la Reducción del Riesgo de Desastres (UNISDR), Margareta Wahlström, alabó el desempeño de la ONEMI, al decir que las gestiones de los entes gubernamentales «son vitales para la seguridad y bienestar de todos los habitantes de un país que es tan vulnerable a los terremotos y tsunamis». Además, calificó como «alentadoras» las medidas efectivas tomadas para enfrentar situaciones de emergencia similares desde el terremoto y tsunami de 2010.[115] En tanto, el encargado de la Oficina Regional de la misma organización, Ricardo Mena, destacó la «reacción ordenada y rápida» en Chile tras el desastre.[116]

### Otros
- Santa Sede: El Papa Francisco envió un mensaje de apoyo por el terremoto, a través del cardenal Ricardo Ezzati.[18]
- Varias personalidades también expresaron sus condolencias en las redes sociales.[117]